# 信長之野望·武將風雲錄
《信長之野望·武將風雲錄》（又译作）是由光榮公司所設計開發，並於1990年12月起發售的回合制策略遊戲。本作新增了文化與技術數值，並加入了史實中織田信長曾使用過的幾個戰略道具：茶道、鐵炮、鐵甲船等，成為於本作中重要的遊戲要素。遊戲的背景音樂由菅野洋子作曲，並由本作起，遊戲開始可使用鼠标操作。
本作首先在PC-98版發售後，後陸續移植到各家用遊戲主機與個人電腦。光榮25周年紀念包2004年發售的Vol.7中收錄了8位元主機的最終作，但與光榮低價系列發售的重製版不同，前者是在內附的PC-98遊戲機模擬器上執行。2005年9月29日，與《信長之野望·烈風傳》一起捆綁再發售了Twin Campaign版，是於Windows的低價版。
本作於《Beep! MegaDrive Magazine》雜誌的讀者評分單元（BEメガ読者レース）中平均值為8.2566分；移植於Game Boy Advance版的名稱是「信長之野望」，任天堂DS版稱為「信長之野望DS2」，於任天堂3DS版稱為「信長之野望」，見以下章節略述。

## 簡介
依照各移植機種的不同，本作最多可同時操縱8名玩家角色；遊戲目標是將全日本領土均收為玩家所有，完成統一全國。

### 與前作的相異點
本作與前作《信長之野望·戰國群雄傳》相較，有以下的不同處：
1. 新增了前作中沒有的九州、東北[6]。
2. 增加了歷史事件[7]，包括三矢之訓、桶狹間之戰、石田三成與大谷吉繼茶會、松永久秀與茶具同歸於盡、安土城落成、岐阜改名、小田原評定、出羽的鬼姬、鬼島津、人取橋慘劇、九州探題就任、征夷大將軍就任、征夷大將軍追討令。
3. 音樂部分：前作只為織田信長設有專屬的曲子，其他大名為相同曲子，本作較前作新增了部分大名的專屬曲。
4. 變更了武將頭像，但不同移植機種間的頭像有差異。
5. 與前作同樣採用限制可執行命令數的設定，但武將行動力的設定與前作不同，本作改為所屬各領國間有不同的行動力。本作中，行動力每月補充，其補充量與大名或擔任城主的政治力相同數值，所以選擇擔任大名或城主的人選於本作中變得重要。

### 內政面
本作將一年劃分為十二個月，每個月為一回合。透過稅收，每年的1月可收取稅金，7月收取貢米。其數額因玩家設定的税率高低而有一定程度的增減，約為1比0.8到1比2.5之間不等。設定太高的稅率，會降低人民的忠誠度，低忠程度的領國在換季時可能激發民變，必須透過賞錢、賞米、說服或者鎮壓方式處理。
本作加入了俸祿的概念，遊戲設定在稅收月時會自動支付武將與士兵的俸祿。當雇用的武將與士兵數超過領國可支付俸祿的規模時會導致赤字。若未支付足夠的俸祿，士兵數會因逃亡而減少，武將的忠誠度會下降。
產量石高、治水、商業等數值，可利用内政開發指令提高；但人民忠誠度沒有直接提升的指令，只能間接利用稅收時降低税率，或執行開墾、治水、商業投資的指令產生明顯效果後，每次附帶上升1。

#### 斬殺大名事件
開發指令執行時，領國內若有忠誠度未滿100的家臣团，會有機率提出「這件事請一定交給我辦」的請求，玩家同意後，除了開發程度提昇外，執行指令成功的家臣忠誠度每次會上升1點，但政治力太低的家臣，無法有效提昇開發程度。
但抱持著叛意的武將提出請求，玩家同意後會有機率發生該名武將斬殺大名的事件。本事件有很大的斬殺大名成功機率。若成功擊退該名武將，該名武將會變成浪人，反之大名若被殺害後，就必須重新決定大名人選。
忠誠度與義理值低，而野望高的武將容易抱持叛意，若沒收此種家臣所擁有的茶器更可能導致有叛意的武將直接謀反。在鄰接國屬於敵方大名的時候，有叛意的武將可能會被拉攏過去，投奔敵方的武將可能帶走玩家領國內的部分兵力、鐵砲或茶器。

### 戰鬥面
本作的戰場設定分為野戰與攻城戰，受到攻擊的大名在戰鬥開始前可以選擇在哪一種戰場進行防禦。守備方限制僅能在攻城戰開始前向鄰接國的其他大名請求援軍，攻擊方則可在野戰與攻城戰開始前請求同盟國一起出兵。

#### 野戰
1. 在輪到夜間回合時可實行夜襲。政治力或武力低的武將，較容易中埋伏導致兵力受損。
2. 首次導入海戰，海戰中有壓倒性戰力的鐵甲船也自本作起登場。鐵甲船行動力較佳、射程也較遠、造成損害也愈大。
3. 鐵甲船只能行駛於海面上（深藍色），無法行駛於河川（淡藍色）。
4. 在海上或河川上的防禦力會大大降低；在平原的防禦力低於山丘或森林；在森林內遭受鐵砲攻擊時，受損程度為較低。
5. 野戰以島津義弘擔任主將時，如兵力具有優勢，行動力及攻擊力均會加倍，且會造成敵軍的恐懼。擔任殿軍時，脫逃率100%。

#### 攻城戰
1. 攻城戰必須準備較多的兵糧（日语：兵糧），因為野戰最多7日結束，而攻城戰可至30日以上。
2. 攻城戰中守備方若持有大量鐵砲時，攻擊方會相當不利，除非攻擊方有壓倒性的兵力。[10]。
3. 下雨時，無法以鐵砲、鐵甲船進行火砲攻擊。
4. 城門必須透過攻擊才能打開，城防度愈高的領國，必須花費更多攻擊次數才能打開。
5. 攻城戰沒有日夜間、晴雨天的區分。

#### 自害
無可撤退領地的大名在戰敗後會自害，不會成為玩家的部下；但可利用戰前外交指令的「脅迫」而使其屈服後收為部下。不過，能力值達到一定程度以上的大名絕對不會投降。
本作與前作相同，一部分的大名在斬首或自害時，會有其專有的台詞，而其餘大名則是通用的台詞。然而，各移植機種間的通用台詞也不盡相同。

### 文化與技術
本作新增要素的主題是文化度與技術。與石高和商業價值，同為影響一國內政值的參數。

#### 文化度
文化度高的國家，金錢收入提升、商業價值的上限提升、武将教育的效率提升、與對堺會合眾的商人今井宗久交易時較有利。
提升文化度的方式，可以透過購入茶器後，召開「茶会」的指令後提升，或者是在文化人與傳教士来訪要求召開茶會時獲得提升。
另外，大名領土中若有高文化度的領國，也會帶領其他低文化度的領國自然上昇。
文化度未滿80的領國，武將教育每次提昇1點；文化度超過80的領國，武將教育每次提昇2點。
商業價值較高的領國，商人來訪機率較高。

#### 技術
大多數國家技術的初期値是0，可以利用内政的「技術開發」指令直接上升。當技術達到100時，可採掘金山；超過300時，可以製造鐵砲；超過500時，可以製造鐵甲船。但無海的領國不能造船。

### 參數
本作中，武將的能力參數有「政治」「戰鬥」「教養」「魅力」「野望」「忠誠」「年齡」等。另外的隱藏參數有「義理」「相性」「壽命」等。
各項參數的意義略介如下。
政治
數值高的武將在開墾、治水、商業開發、技術開發會有較高的效率，且執行製造鐵砲與鐵甲船指令時可花費較低的金額，此數值可利用「教育」指令作一定程度的提升，以領國內政治力最高的武將為導師，受教育的武將最高只能提昇至少於「導師」5點的程度。例如小早川隆景政治力為87，只能將領國內武將的政治力提昇到82（87-5＝82）。政治力最高值為毛利元就（100）。
戰鬥
數值高的武將，在作戰時的攻擊力與防禦力會提升，平時的士兵訓練會有較高的效率。超過81的猛将在執行突擊時的台詞會與一般武將不同。由於遊戲內部演算數值的關係，超過96的武將，其攻擊值會有大幅度的增加，此數值可利用突擊打倒比自身戰鬥力高的敵將，來獲得提升。戰鬥力最高值為上杉謙信（100）。
軍師
政治力和戰鬥力合計數值高過150的武將，可以擔任軍師。軍師會針對領國大政給予意見，或提醒注意領國內是否有容易叛變之武將。
教養
數值高的武將，在與商人的取引，或外交、茶會等指令時較為有利，且在製造鐵砲與鐵甲船指令時，可花費較低的金額。數值可利用召開「茶會」指令達到一定程度的提升。但若要召開茶會，參加的武將中至少要有一人的教養值高於60。教養值太低的武將於購買鐵砲與茶器時的，會遭到商人拒絕交易。
魅力
數值高的大名或城主，在執行褒美指令時會有較高的效率，家臣不易謀叛。另外在外交與調略指令的成功率也會提高，但本作中並無提升此數值的方法。
野望
想要成為天下人的執着心。若武將此數值高者容易謀叛，而大名此數值高者會變得好戰，且手下家臣也容易發生謀叛。另外，此數值高者在外交與調略指令的成功率也會提高。史實中曾經謀反的武將如陶晴賢、齋藤義龍、松永久秀等，遊戲中此數值均設定較高，遊戲中也容易叛變。本作中，身為大名的武將攻陷他國後，此數值會上升。
當把屬國給電腦託管（也就是委任）時，城主的野望越高，進攻敵人的意識就越強，且野望高的城主發展兵員的速度比較快。
忠誠
武將對於大名的忠誠心。大名以外的武将才會有此數值。忠誠低的武將容易發生謀反或被「寝返」。此數值可利用「褒美」指令賞賜武將金錢或茶器作一定程度的提升。身分為大名的武將，此數值以「--」顯示。
年齡
本作所有人物都有誕生年與登場年的設定，武將也有年齢的設定，每年1月所有武將一律增加一歲。
義理
mask data（隱藏參數）。義理高的大名對外交同盟或婚姻會遵守，家臣不易謀叛。
相性
mask data。數值越近的武將間相性越投緣，反之則越互相嫌惡。相性高的武將在錄用時的忠誠度會提高，也不易受到敵方拉攏或謀叛。
壽命
mask data。分為ABCD4種，即可能在47、61、75、89歳以上死亡。

### 茶器
本作是信長之野望系列中首度將茶器加入遊戲道具的作品。本作中茶器共分為1到10等級，數字越小的茶器等級越高，價格也越貴，受到賞賜茶器的武將忠誠度會上升。與商人的友好度達到100時，購買茶具會有優惠價格：
1. 二等茶器原價6500 優惠價3900
2. 三等茶器原價6000 優惠價3600
3. 四等茶器原價5250 優惠價3150
4. 五等茶器原價4000 優惠價2400
5. 六等茶器原價3750 優惠價2250
6. 七等茶器原價3000 優惠價1800
7. 八等茶器原價2250 優惠價1350
8. 九等茶器原價1500 優惠價700 （提升武將忠誠度50到70）
9. 十等茶器原價800 優惠價300 （提升武將忠誠度15到25）

茶器是執行「茶會」指令的必要道具，高級茶器對武將忠誠度與領國文化度會有大幅上昇的效果。
由於本作中設定擁有茶器的大名或城主可以賞賜給屬下武將茶器以提高忠誠度，於是產生了將茶器給予某個武將並任命城主，再將茶器給予下一個武將再任命城主，透過此反覆操作可以簡單而快速的提升屬下忠誠度的技術性盲點。當時的日本遊戲雜誌《LOGiN》，還特別以為名作了介紹。此盲點一直到包含GBA版在內的家用遊戲機移植版都還繼續存在，直到DS2版才廢除。

### 遊戲模式(mode)
遊戲的模式有入門、實力、觀戰三種模式。難易度分為初級、中級、上級(入門模式)，以及實力四個等級。真實歷史事件大多在實力模式中才會觸發。另外，實力模式僅能操控一名玩家角色，而觀戰模式則是玩家不選擇任何大名，旁觀遊戲的進展。

### 劇本
以下是日文版的劇本標題，括號內是中文直譯。
- 1555年 （戰國的動亂）
- 1571年 (信長包圍網）
- 1582年  （本能寺之變）- 初始時無法選擇的隱藏劇本，必須在滿足條件後才會觸發，超任版與一部分機種未提供此劇本。

### 來訪事件
遊戲中，在每月初都有機會觸發來訪事件。來訪人物有些是對領國有益，也有些是有害的。
山師(Mining engineer)
即採礦人。給付其所要求的金額後，會告訴玩家該領國是否擁有金山，如果想要知道剩餘的可採掘次數，必須另外支付金錢。如果尚未發現金山，山師會發現金山。在已經挖盡金山或沒有金山的國家，會告訴玩家，但付給的錢不會退回。當中也有可能碰到收了錢卻什麼都不說而逃跑的偽山師。
金山商
在已發現金山的國家，會向玩家購買殘餘埋藏量。在玩家第一次拒絕其提出的金額後，有時候會再提出更高的金額來購買。此外，當中也有故意提出極低價格收買的金山商，所以在販賣金山前，知道埋藏量是重要的。
闇商人(黑暗商人)
以比市價更低價格兜售少量鐵砲給玩家的流浪商人。有時會夾雜部分殘缺無法使用的鐵砲給玩家；若以超低價出售大量鐵砲時，經常會有超過一半是無法使用的假鐵砲。
鐵砲鍛冶(鐵砲工匠)
會訪問技術力未滿250的國家，接受其傳授的國家技術力會上升；但也有可能是其他大名派出的忍者所偽裝，接受其傳授的國家技術力會被偷取導致下降。
鐵甲船鍛冶(鐵甲船工匠)
會訪問技術力250以上，未滿500的國家，其餘和鐵砲工匠相同。
富山的藥商(富山藥商)
四處兜售可使領地免受疫病影響的「萬能藥」，但效力只有一次。若是政治力較低的大名或城主，會再兜售秘藥「萬金丹」給玩家服用。服用成功後行動力一瞬間會上升到最大值200，且大名或城主的政治力會提升數點；失敗時的副作用是行動力瞬間會變為0，且政治力不會上升。
茶人
會提出開茶會的請求，各茶人所對應的茶器等級並不相同。當領地中武將所持有的最高等級茶器滿足或高於茶人所對應的最低茶器等級，茶會舉行成功，參加武將的忠誠度、教養，與國家的文化值會上升；反之若低於或沒有茶器的情況下答應舉行茶會時，則會下降。本作中的茶人共有4人：千利休（2級）、津田宗及（4級）、長谷川宗仁（6級）、松井友閑（1-7級）。
在茶會舉行成功時，茶人有時會警告玩家領地中有武將要謀反，但只有千利休會說出叛變者姓名。
路易斯·弗洛伊斯
傳教士，會請求玩家允許傳教。傳教的成功率是(受訪國的文化度+20）%。傳教成功時受訪國的技術力會上升，或者贈與玩家等級6以下的茶器。在信仰一向宗的國家允許傳教，會引發其信徒一向眾的反感，進而導致一向一揆暴動。傳教失敗的國家，民忠會下降。
画家
本作中有狩野永德、長谷川等伯、海北友松、狩野山樂等四人，會向玩家提出繪製屏風。成功時，根據所要求的價格而上升不等的文化度；然而失敗時文化度不會上升，以畫出失敗作或無法動筆等理由告知玩家後離去，且所收的金額不會退還。
近衛前久
征夷大将軍就任事件時才登場的公家。擔任征夷大将軍後，玩家所有領土的人民忠誠度與家臣的忠誠度都會上昇。依照遊戲機種不同，名稱有「禁裏使者」、「公家」等不同稱呼。

## Game Boy Advance版
2001年9月28日在Game Boy Advance上發售的重製版，沒有副標題『武將風雲錄』，武將頭像大致上以『烈風傳』、『嵐世記』為主（除織田信長新創頭像）。GBA版有以下與本作相異的原創點：
- 增加了武將簡歷的「列傳」功能。
- 本作的隱藏劇本「本能寺之變」於GBA版改為不隱藏，於遊戲初始就可選擇。
- 玩家可以直接輸送物資到隣接国以外的領土。
- 最多可以4人同時採用通信對戰。
- 多了6個短劇本。只要滿足短劇本所設定的特殊條件也算過關，不需天下統一。
對戰用劇本，下為日文版標題。
  1. 宿敵を倒せ
  2. 金を貯めろ
  3. 兵を集めろ
  4. 領国を盗れ
  5. 京を目指せ
  6. 信長を討て

## 信長之野望DS2
2008年7月31日發售。

### 與本作不同的變更點
- 追加了以下劇本：
  1. 1561年　飛躍之時
  2. 1557年　群雄集結　- 架空劇本，沒有武将寿命值的設定。
  3. 1572年　夢幻大轉封　- 架空劇本，遊戲通關後出現。
- 原本「褒美」指令的金額可以自由決定，本版改為固定50金。
- 「内政」指令的投資額改為固定40金。
- 每次徴兵的的士兵数改為固定20（2000人）。
- 廢止了「兵忠誠度」、「治水」度等參數。新增了與「兵忠誠度」相近的要素「士氣」。
- 武将的戦死與寿命的有無，改為可在遊戲開始時選擇。
- 武將頭像以《天下創世》和《革新》為主。

## 任天堂3DS版
本作於任天堂3DS版的名稱是「信長之野望」，於2013年9月19日發售。初始劇本有4個，可追加100名新武將，更可以編輯特別的史實武將，還能利用擦肩通信（すれちがい通信）的功能接收到本版特有的原創武將。

### 安卓和iOS版
於2017年12月21日發售，以3DS版為主，主標題回歸「信長之野望·武將風雲錄」字眼。

## 音樂商品

### CD
- KECH-1007
- 三國志II KECH-1023（※使用超級任天堂版的音源）